# Shuttle Remote Manipulator System

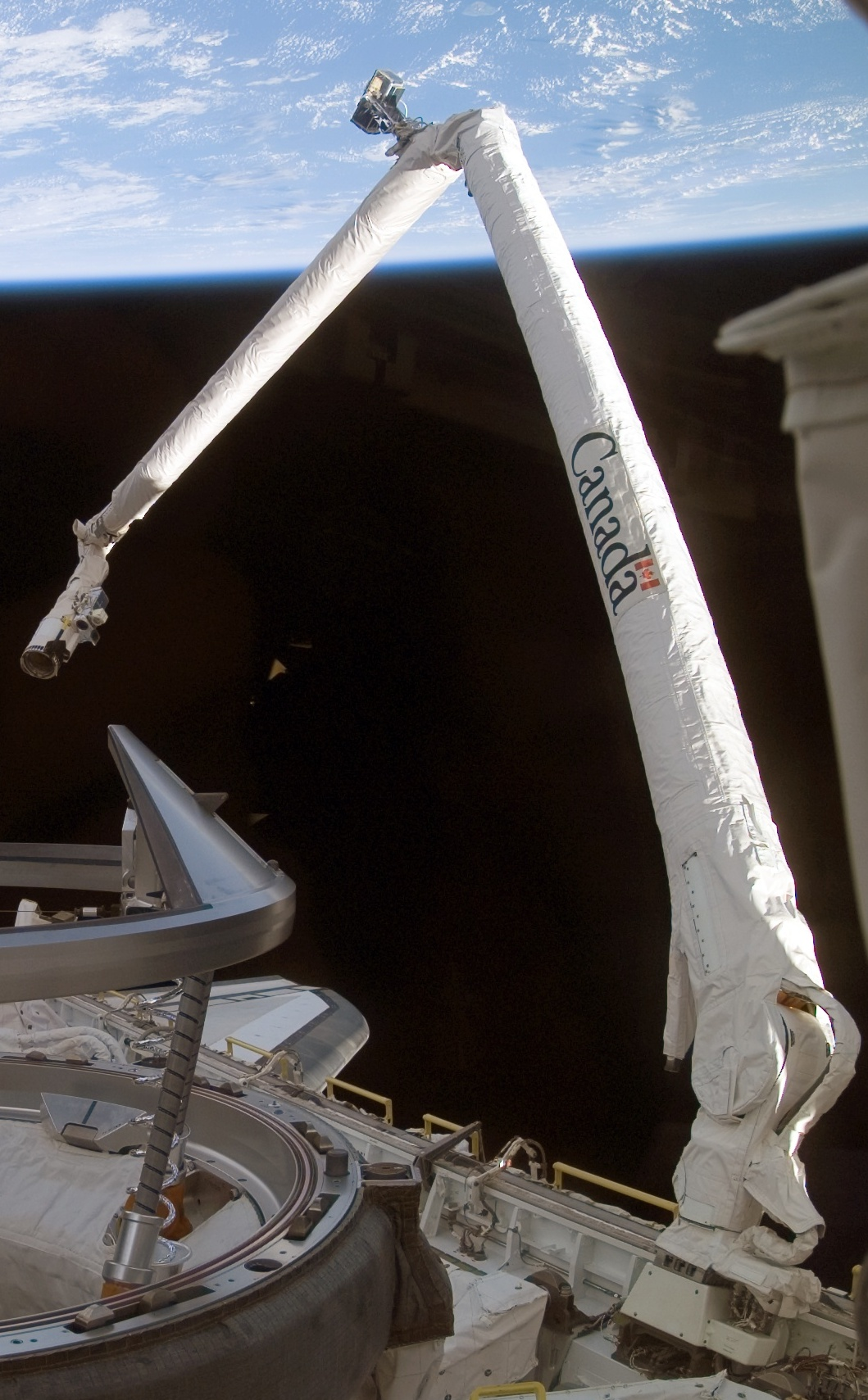
Imagem do Canadarm durante a missão espacial STS-116.

Shuttle Remote Manipulator System (SRMS) ou Canadarm (Canadarm 1) é um braço robótico que foi usado inicialmente em novembro de 1981 na segunda missão com um ônibus espacial da NASA, denominada STS-2. O braço era capaz de movimentar cargas e de se locomover pela estação através de pontos de apoio montados na superfície dos módulos, servindo como uma ferramenta de construção e auxiliando em tarefas de atracação. Apesar de, na Terra, não ser capaz de sustentar o próprio peso, no espaço, o braço podia mover mais de 250 quilos, realizando movimentos com acurácia.